# گی‌لرد (مینه‌سوتا)
گی‌لرد، مینه‌سوتا (به انگلیسی: Gaylord, Minnesota) یک شهر در ایالات متحده آمریکا است که در شهرستان سیبلی، مینه‌سوتا واقع شده‌است.

## خصوصیات
گی‌لرد ۴٫۳۳ کیلومترمربع مساحت و ۲٬۳۰۵ نفر جمعیت دارد و ۳۰۹ متر بالاتر از سطح دریا واقع شده‌است.